# مادر مکسان
مادر مکسان، روستایی در دهستان بزمان بخش بزمان شهرستان ایرانشهر در استان سیستان و بلوچستان ایران است‌.

## جمعیت
بر پایه سرشماری عمومی نفوس و مسکن در سال ۱۳۹۵، جمعیت این روستا برابر با ۱۸۵ نفر (۵۲ خانوار) بوده‌است.